# Мирбах
Мирбах (нем. von Mirbach) — баронский и графский род.

## Происхождение и история рода
Род баронов Мирбах принадлежит к древнему прибалтийскому дворянству и внесен 17 октября 1620 года в матрикул Курляндского дворянства. Определением Правительствующего Сената род этот признан в баронском достоинстве.

## Известные представители
- барон Христофор Мирбах (1710—1769) — с 1731 по 1741 секретарь посольств в Дании и Пруссии.
- барон Николай Николаевич Мирбах (1868—1915) — русский генерал, герой Первой мировой войны.
- барон Мирбах, Роман Андреевич (27.12.1825—11.12.1902) — русский вице-адмирал (с 1887 г.)
- барон Эрнест (Эраст) Иванович фон Мирбах (? — ?) — русский генерал-лейтенант с 30.08.1864 по 1864 г.
- граф (с 1888) Юлиус фон Мирбах (нем. Julius von Mirbach-Sorquitten) (1839—1921) — германский политический деятель, член Рейхстага и Палаты господ[1].
- граф Мирбах, Вильгельм (1871—1918) — германский дипломат, с апреля 1918 года посол Германской империи при правительстве РСФСР в Москве.
- барон Генрих фон Мирбах (нем. Heinrich Baron von Mirbach, род. 1979)

## Описание герба
В черном поле два серебряных оленьих рога с семью отростками.
Щит увенчан дворянским шлемом с серебряно-черным бурелетом. Нашлемник — два серебряных оленьих рога с семью отростками. Намет черный с серебром.